# Stazione di Hassamu-Chūō
La stazione di Hassamu-Chūō (発寒中央駅?, Hassamu-Chūō-eki) è una delle stazioni della città di Sapporo situata sulla linea principale Hakodate.

## Struttura
La stazione è dotata di una banchina a isola che serve 2 binari.
| 1 | ■ Linea principale Hakodate |  | Per Teine e Otaru                               |
| 2 | ■ Linea principale Hakodate |  | Per Sapporo, Iwamizawa e Aeroporto Shin-Chitose |